# 1864 en Suisse
Chronologie de la Suisse
- 1860
- 1861
- 1862
- 1863
- 1864
- 1865
- 1866
- 1867
- 1868

Cette page concerne l'année 1864 du calendrier grégorien en Suisse.

## Gouvernement au1erjanvier 1864
- Conseil fédéral[1]
  - Jakob Dubs (PRD), président de la Confédération
  - Karl Schenk (PRD), vice-président de la Confédération
  - Melchior Josef Martin Knüsel (PRD)
  - Constant Fornerod (PRD)
  - Friedrich Frey-Herosé (PRD)
  - Giovanni Battista Pioda (PRD)
  - Wilhelm Matthias Naeff (PRD)

## Évènements

### Février
Vendredi 12 février 
- Collision entre deux bateaux à vapeur sur le lac de Constance. Le Jura sombre et un matelot perd la vie. Le reste de l'équipage et les passagers parviennent à se réfugier sur le Zürich".

### Mars
Jeudi 17 mars 
- Décès à Menton (Alpes-Maritimes), à l’âge de 53 ans, du peintre d’origine neuchâteloise Alexandre Calame.

### Avril
Samedi 2 avril 
- Premier bateau à vapeur du lac de Thoune, le Bellevue sombre au large d’Oberhofen. Un membre d'équipage perd la vie.

### Mai
Vendredi 27 mai 
- Inauguration du terrain de la Salle de la réformation, à Genève, à l’occasion du tri-centenaire de la mort de Jean Calvin.

 Lundi 30 mai 
- Décès à Zurich, à l’âge de 77 ans, de l’inventeur Johann Georg Bodmer.

### Juin
Mercredi 1er juin 
- Mise en service de la ligne ferroviaire entre Zurich-Altstetten et Zoug.

 Mardi 21 juin 
- Décès à Porrentruy (JU), à l’âge de 66 ans, du patriote jurassien Xavier Stockmar.

### Juillet
Mardi 12 juillet 
- Election au Conseil fédéral de Jean-Jacques Challet-Venel (PRD, GE).

### Août
Lundi 1er août 
- Premier numéro de l’Union libérale, publiée à Neuchâtel.

 Lundi 8 août 
- Début, à Genève, du Congrès international pour le service des ambulances pendant les guerres.

 Mercredi 17 août 
- Ouverture de la Fête fédérale de gymnastique à Saint-Gall.

 Lundi 22 août 
- Signature, par les représentants de 12 Etats, de la Convention de Genève, acte fondateur du Comité international de la Croix-Rouge.

 Lundi 22 août 
- Fusillade de Chantepoulet à Genève. À la suite de l’invalidation de l’élection d’Arthur Chenevière au Conseil d’Etat, des affrontements se produisent entre indépendants et radicaux. Le fusillade provoque la mort de 5 personnes et entraîne l’occupation de Genève par les troupes fédérales.

### Novembre
Dimanche 20 novembre 
- Béatification de Pierre Canisius, fondateur de l’ordre des Jésuites à Fribourg.